# Communauté de communes de la Brie champenoise
La communauté de communes de la Brie champenoise  (CCBC) est une communauté de communes française, située dans le département de la Marne et la région Grand Est.

## Historique
L'intercommunalité a été créée par un arrêté préfectoral du 30 décembre 1996.
Dans le cadre du schéma départemental de coopération intercommunale arrêté par le préfet de la Marne le 30 mars 2016l'intercommunalité a bénéficié d'une dérogation légale pour rester autonome, malgré une population de moins de 15 000 habitants.
Les communes de Baye, Champaubert, Margny et la Chapelle-sous-Orbais, membres de la communauté de communes des Paysages de la Champagne (CCPC51), souhaitent la quitter et être rattachées à la communauté de communes de la Brie champenoise. Margny quitte effectivement la CCPC51 le 1er janvier 2020 et rejoint la CCBC conformément à la demande de son conseil municipal formulé le 28 juin 2017,.

## Territoire communautaire

### Composition
La communauté de communes est composée des 20 communes suivantes :

| Nom                           | Code Insee | Gentilé            | Superficie (km2) | Population (dernière pop. légale) | Densité (hab./km2) |
| ----------------------------- | ---------- | ------------------ | ---------------- | --------------------------------- | ------------------ |
| Montmirail (siège)            | 51380      | Montmiraillais     | 48,82            | 3 551 (2022)                      | 73                 |
| Bergères-sous-Montmirail      | 51050      |                    | 10,52            | 145 (2022)                        | 14                 |
| Boissy-le-Repos               | 51070      | Boissyfontains     | 15,3             | 233 (2022)                        | 15                 |
| Charleville                   | 51129      | Carolopolitains    | 17,67            | 260 (2022)                        | 15                 |
| Corfélix                      | 51170      |                    | 8,27             | 109 (2022)                        | 13                 |
| Corrobert                     | 51175      |                    | 14,26            | 208 (2022)                        | 15                 |
| Fromentières                  | 51263      | Fromentinais       | 8,88             | 379 (2022)                        | 43                 |
| Le Gault-Soigny               | 51264      | Gaultois           | 26,09            | 503 (2022)                        | 19                 |
| Janvilliers                   | 51304      |                    | 8,74             | 159 (2022)                        | 18                 |
| Margny                        | 51350      |                    | 10,53            | 123 (2022)                        | 12                 |
| Mécringes                     | 51359      |                    | 10,68            | 208 (2022)                        | 19                 |
| Morsains                      | 51386      | Morsinois          | 14,33            | 149 (2022)                        | 10                 |
| Rieux                         | 51460      | Rieuxois           | 11,56            | 194 (2022)                        | 17                 |
| Soizy-aux-Bois                | 51542      |                    | 7,28             | 191 (2022)                        | 26                 |
| Le Thoult-Trosnay             | 51570      | Thoult-Tronaisiens | 14,89            | 105 (2022)                        | 7,1                |
| Tréfols                       | 51579      | Tréfolais          | 14,39            | 174 (2022)                        | 12                 |
| Vauchamps                     | 51596      | Valcampiens        | 12,88            | 341 (2022)                        | 26                 |
| Verdon                        | 51607      | Verdonais          | 11,39            | 198 (2022)                        | 17                 |
| Le Vézier                     | 51618      | Vézierois          | 12,39            | 184 (2022)                        | 15                 |
| La Villeneuve-lès-Charleville | 51626      |                    | 11,17            | 119 (2022)                        | 11                 |

### Démographie
| 1968  | 1975  | 1982  | 1990  | 1999  | 2007  | 2012  | 2017  |
| ----- | ----- | ----- | ----- | ----- | ----- | ----- | ----- |
| 6 347 | 6 281 | 6 371 | 6 560 | 6 825 | 7 264 | 7 618 | 7 553 |

## Organisation

### Siège
Le siège de la communauté de communes est à Montmirail, 4, rue des Fosses.

### Élus
La communauté de communes est administrée par son conseil communautaire, composé pour la mandature 2020-2026  de 41 conseillers municipaux représentant chacune des  communes membres et répartis de la manière suivante :

- 16 délégués pour Montmirail ;

- 3 délégués pour Le Gault-Soigny ;

- 2 délégués pour Fromentières, Vauchamps, Charleville et Boissy-le-Repos ;

- 1 délégué ou son suppléant pour les autres communes.
Au terme des élections municipales de 2020 dans la Marne, le conseil communautaire renouvelé a réélu son président, Étienne Dhuicq, maire de Montmirail, ainsi que ses 6 vice-présidents, qui sont : 
1. Patrick Vie, maire de Tréfois, délégué à l’environnement ;
2. Philippe Marcy, maire de Corfélix, délégué au développement économique, tourisme et à l’aménagement du territoire;
3. Régis Noizet, conseiller municipal de Montmirail,  délégué à l’eau, à l’assainissement, à la voirie communautaire et aux travaux ;
4. Jean-Luc Brocard, maire-adjoint au Gault-Soigny, délégué aux affaires scolaires et à l’enfance ;
5. René Condette, maire de Fromentières, délégué aux affaires culturelles, au sport et aux relations avec les associations ;
6. Danielle Berat, maire de Vauchamps, déléguée aux services au public et aux nouvelles technologies.

### Liste des présidents
| Période    | Période                     | Identité       | Étiquette | Qualité                                                                                            |
| ---------- | --------------------------- | -------------- | --------- | -------------------------------------------------------------------------------------------------- |
| 1997       | avril 2008                  | Bernard Doucet | UMP       | Chef d'entreprise Maire de Montmirail (2001 → 2014) Conseiller général de Montmirail (1992 → 2015) |
| avril 2008 | En cours (au 13 avril 2021) | Étienne Dhuicq | LR        | Agriculteur propriétaire-exploitant Maire de Montmirail (2014 → ) Réélu pour le mandat 2020-2026   |

### Compétences
L'intercommunalité exerce les compétences qui lui ont été transférées par les communes membres, dans les conditions déterminées par le code général des collectivités territoriales. Il s'agit de :
- Aménagement de l’espace,  schéma de cohérence territoriale (SCoT) et schéma de secteur.
- Développement économique : zones d'activité, politique locale du commerce et soutien aux activités commerciales d'intérêt communautaire, promotion du tourisme, dont la création d'offices de tourisme.
- Gestion des milieux aquatiques et prévention des inondations (GEMAPI) ;
- Aires d'accueil des gens du voyage ;
- Collecte et traitement des déchets des ménages et déchets assimilés ;
- Protection et mise en valeur de l'environnement ;
- Politique du logement et du cadre de vie.
- Voirie communautaire ;
- Équipements culturels et sportifs et équipements de l'enseignement préélémentaire et élémentaire d'intérêt communautaires.
- Action sociale d'intérêt communautaire.
- Assainissement.
- Eau.

### Régime fiscal et budget
La communauté de communes est un établissement public de coopération intercommunale à fiscalité propre.
Afin de financer l'exercice de ses compétences, la communauté de communes perçoit une fiscalité additionnelle aux impôts locaux des communes, sans fiscalité professionnelle de zone (FPZ ) et sans fiscalité professionnelle sur les éoliennes (FPE).
Elle collecte également la taxe d'enlèvement des ordures ménagères (TEOM), qui finance ce service public.
Elle ne reverse pas de dotation de solidarité communautaire (DSC) à ses communes membres.

## Projets et réalisations
Conformément aux dispositions légales, une communauté de communes a pour objet d'associer des « communes au sein d'un espace de solidarité, en vue de l'élaboration d'un projet commun de développement et d'aménagement de l'espace ».